# 그레이엄 크로우덴
그레이엄 크라우든(Graham Crowden, 영어 발음: /ˈkraʊdən/, 1922년 11월 30일 ~ 2010년 10월 19일)은 영국의 배우이다.
에든버러에서 태어났으며 에든버러에서 사망하였다.

## 영화
- 더 로스트 프린스 (2003년)
- 캘린더 걸스 (2003년)
- 포제션 (2002년)
- 검투사 아틸라 (2001년)
- 웨이킹 더 데드 (2000년)
- 돈키호테 (2000년)
- 허영의 시장 (1998년)
- 광끼 (1998년) - 노인 역
- 팬투쉬 (1996년)
- 걸리버 여행기 (1996년)
- 브렌다의 이중 생활 (1988년)
- 스크린 투 (1985년)
- 아웃 오브 아프리카 (1985년)
- 늑대의 혈족 (1984년)
- 영국 병원 (1982년)
- 007 유어 아이스 온리 (1981년)
- 자버워키 (1977년)
- 어린 왕자 (1974년)
- 오 럭키 맨! (1973년)
- 지배 계급 (1972년)
- 저승에서 온 손님 (1972년)
- 마지막 군주 레오 (1970년)
- 만약 (1968년)
- 모건 (1966년)